# Nova Belém
Nova Belém là một đô thị thuộc bang Minas Gerais, Brasil. Đô thị này có diện tích 148,789 km², dân số năm 2007 là 3629 người, mật độ 28,7 người/km².